# Els Pastorets de l'Ametlla de Merola
Els Pastorets de l'Ametlla de Merola és una agrupació cultural esplai que representen Els Pastorets La Flor de Nadal a l'Ametlla de Merola (Puig-reig, Berguedà).
Són un dels Pastorets més antics de Catalunya. Les primeres representacions van fer-se del 1878 quan un conjunt de persones disfressades de pastors baixaren del cor, durant la missa del gall, en el marc d'una cerimònia dirigida per les germanes dominiques, veritables impulsores de l'activitat teatral infantil a la colònia de l'Ametlla. El 1880 es prohibeix fer teatre dins l'església i es traslladen les representacions al teatre vell. La seva forma actual amb música de Josep Conangle i lletra de Francesc d'Assís Picas data del 1954, amb elements recuperats de la peça anterior La Rosa de Jericó del 1912. Conforma una tradició molt arrelada en la qual hi participen tots els veïns. El 2007 van rebre la Creu de Sant Jordi.

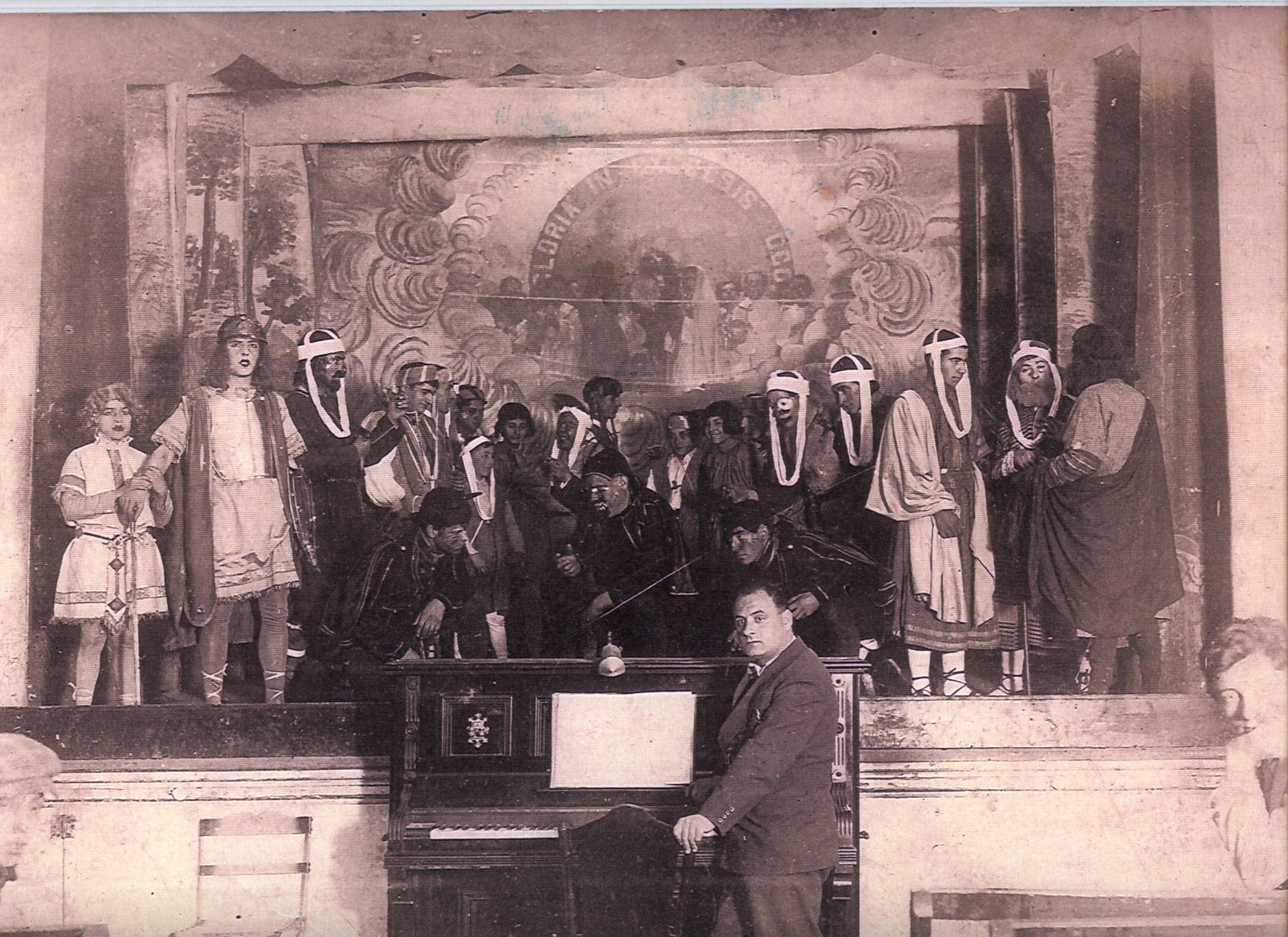
Escena dels Pastorets de l'Ametlla de Merola (dècada de 1920)

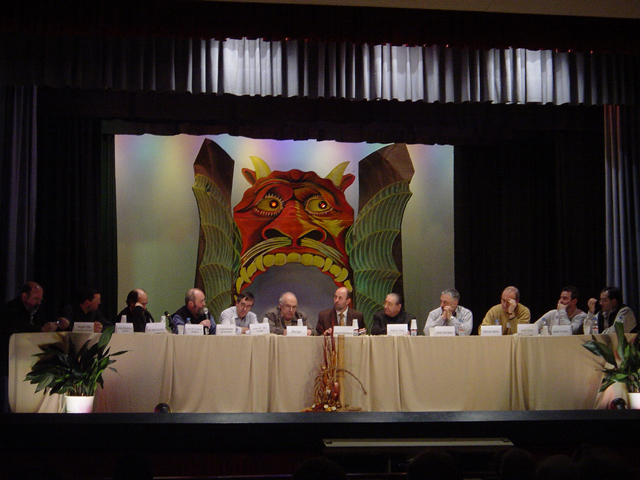
Celebració dels 125 anys dels Pastorets de l'Ametlla de Merola

La preparació d'aquests pastorets comença habitualment a l'octubre i acaba el febrer, i hi participen unes 160 persones en total.

## Altres grups de Pastorets
- Els Pastorets d'Igualada
- Els Pastorets de Molins de Rei